# Katrina Powell
Katrina Maree Powell (Canberra, 8 april 1972) is een Australisch hockeyster. 
Tijdens de Olympische Spelen 1996 won Powell de gouden medaille.
Powell werd met haar ploeggenoten in 1998 wereldkampioen.
Powell werd in 2000 in eigen land olympisch kampioen.
Powell speelde 252 interlands waarin zij 141 doelpunten maakte. Powell speelde jarenlang samen met haar zus Lisa.

## Erelijst
- 1996 –  Olympische Spelen in Atlanta
- 1997 –  Champions Trophy in Berlijn
- 1998 –  Wereldkampioenschap in Utrecht
- 1999 –  Champions Trophy in Brisbane
- 2000 –  Champions Trophy in Amstelveen
- 2000 –  Olympische Spelen in Sydney
- 2001 –  Champions Trophy in Amstelveen
- 2002 – 4e Champions Trophy in Macau
- 2002 – 4e Wereldkampioenschap in Perth
- 2003 –  Champions Trophy in Sydney
- 2004 – 5e Olympische Spelen in Athene